# Lijst van voetbalinterlands Guinee - Mozambique
Deze lijst van voetbalinterlands is een overzicht van alle officiële voetbalwedstrijden tussen de nationale teams van Guinee en Mozambique. De landen hebben tot op heden zeven keer tegen elkaar gespeeld. De eerste ontmoeting, een kwalificatiewedstrijd voor de Afrika Cup 1996, vond plaats op 13 november 1994 in Maputo. Het laatste duel, een kwalificatiewedstrijd voor het Wereldkampioenschap voetbal 2026, werd gespeeld in El Jadida (Marokko) op 10 juni 2024.

## Wedstrijden
| № | Plaats    | Datum            | Competitie                   | Wedstrijd           | Uitslag |
| - | --------- | ---------------- | ---------------------------- | ------------------- | ------- |
| 1 | Maputo    | 13 november 1994 | Afrika Cup 1996 kwalificatie | Mozambique − Guinee | 2 − 1   |
| 2 | Conakry   | 4 juni 1995      | Afrika Cup 1996 kwalificatie | Guinee − Mozambique | 0 − 0   |
| 3 | Conakry   | 12 oktober 2003  | WK 2006 kwalificatie         | Guinee − Mozambique | 1 − 0   |
| 4 | Maputo    | 16 november 2003 | WK 2006 kwalificatie         | Mozambique − Guinee | 3 − 4   |
| 5 | Maputo    | 24 maart 2013    | WK 2014 kwalificatie         | Mozambique − Guinee | 0 − 0   |
| 6 | Conakry   | 9 juni 2013      | WK 2014 kwalificatie         | Guinee − Mozambique | 6 − 1   |
| 7 | El Jadida | 10 juni 2024     | WK 2026 kwalificatie         | Guinee − Mozambique | 0 − 1   |

## Samenvatting
| Competitie              | Totaal gespeeld | Winst Guinee | Gelijk | Winst Mozambique | Doelsaldo Guinee – Mozambique |
| ----------------------- | --------------- | ------------ | ------ | ---------------- | ----------------------------- |
| WK-kwalificatie         | 5               | 3            | 1      | 1                | 11 − 5                        |
| Afrika Cup-kwalificatie | 2               | 0            | 1      | 1                | 1 − 2                         |
| Totaal                  | 7               | 3            | 2      | 2                | 12 − 7                        |

FGF · A-internationals · Guinees vrouwenelftal
1960-1969 ·
1970-1979 ·
1980-1989 ·
1990-1999 ·
2000-2009 ·
2010-2019 ·
2020-2029
AC 1970 ·
AC 1974 ·
AC 1976 ·
AC 1980 ·
AC 1994 ·
AC 1998 ·
AC 2004 ·
AC 2006 ·
AC 2008 ·
AC 2012
1962 ·
1963 ·
1964 ·
1965 ·
1966 ·
1967 ·
1968 ·
1969 ·
1970 ·
1971 ·
1972 ·
1973 ·
1974 ·
1975 ·
1976 ·
1977 ·
1978 ·
1979 ·
1980 ·
1981 ·
1982 ·
1983 ·
1984 ·
1985 ·
1986 ·
1987 ·
1988 ·
1989 ·
1990 ·
1991 ·
1992 ·
1993 ·
1994 ·
1995 ·
1996 ·
1997 ·
1998 ·
1999 ·
2000 ·
2001 ·
2002 ·
2003 ·
2004 ·
2005 ·
2006 ·
2007 ·
2008 ·
2009 ·
2010 ·
2011 ·
2012 ·
2013 ·
2014 ·
2015 ·
2016 ·
2017 ·
2018 ·
2019 ·
2020 ·
2021 ·
2022 ·
2023 ·
2024
Algerije ·
Angola ·
Benin ·
Bermuda ·
Botswana ·
Brazilië ·
Burkina Faso ·
Burundi ·
Cambodja ·
Centraal-Afrikaanse Republiek ·
Chili ·
China ·
Comoren ·
Congo-Brazzaville ·
Congo-Kinshasa ·
DDR ·
Egypte ·
Equatoriaal-Guinea ·
Ethiopië ·
Gabon ·
Gambia ·
Ghana ·
Guinee-Bissau ·
Indonesië ·
Irak ·
Iran ·
Ivoorkust ·
Kaapverdië ·
Kameroen ·
Kenia ·
Kosovo ·
Lesotho ·
Liberia ·
Libië ·
Madagaskar ·
Malawi ·
Mali ·
Marokko ·
Mauritanië ·
Mauritius ·
Mozambique ·
Namibië ·
Niger ·
Nigeria ·
Noord-Korea ·
Oeganda ·
Rwanda ·
Senegal ·
Sierra Leone ·
Soedan ·
Somalië ·
Swaziland ·
Tanzania ·
Togo ·
Tsjaad ·
Tunesië ·
Turkije ·
Vanuatu ·
Venezuela ·
Vietnam ·
Zaïre ·
Zambia ·
Zimbabwe ·
Zuid-Afrika ·
Zuid-Jemen
FMF · 
A-internationals · 
Mozambikaans vrouwenelftal
1970 – 1979 · 
1980 – 1989 · 
1990 – 1999 · 
2000 – 2009 · 
2010 – 2019 ·
2020 − 2029
Afrika Cup 1986 · 
Afrika Cup 1996 · 
Afrika Cup 1998 · 
Afrika Cup 2010
Algerije ·
Angola ·
Benin ·
Botswana ·
Burkina Faso ·
Centraal-Afrikaanse Republiek ·
Comoren ·
Congo-Brazzaville ·
Congo-Kinshasa ·
Egypte ·
Eritrea ·
Ethiopië ·
Gabon ·
Ghana ·
Guinee ·
Guinee-Bissau ·
Ivoorkust ·
Kaapverdië ·
Kameroen ·
Kenia ·
Lesotho ·
Libië ·
Madagaskar ·
Malawi ·
Mali ·
Marokko ·
Mauritanië ·
Mauritius ·
Namibië ·
Niger ·
Nigeria ·
Oeganda ·
Oman ·
Portugal ·
Rwanda ·
Senegal ·
Seychellen ·
Soedan ·
Somalië ·
Swaziland ·
Tanzania ·
Togo ·
Tunesië ·
Vietnam ·
Zambia ·
Zimbabwe ·
Zuid-Afrika ·
Zuid-Soedan